# Randmeren Noord
De Randmeren Noord zijn een drietal Nederlandse randmeren die behoren bij het oostelijke deel van het IJsselmeer. Het betreft het westelijk gelegen Ketelmeer (3500 ha), het oostelijk gelegen Zwarte Meer (1700 ha) en het zuidelijk gelegen Vossemeer (400 ha), bij elkaar ongeveer 5700 hectare. De gemiddelde diepte bedraagt circa 2,4 meter. De rivier de IJssel mondt in het Ketelmeer uit. Bij extreem hoogwater kan ook via het Reevediep IJsselwater in de Randmeren noord stromen.
De Randmeren Noord liggen op de grens tussen de provincies Flevoland en Overijssel. De Randmeren Noord gaan in het zuiden bij de Reevesluis over in de Veluwerandmeren. Eerder lag deze grens bij noordelijker gelegen de Roggebotsluis. Deze sluis in 2023 gesloopt.  
In het gebied liggen ook verschillende zandplaten en eilanden.